# Őzek
Az őzek (Capreolus) az emlősök (Mammalia) osztályának párosujjú patások (Artiodactyla) rendjébe, ezen belül a szarvasfélék (Cervidae) családjába és az őzformák (Capreolinae) alcsaládjába tartozó nem.
Az alcsaládnak a típusneme.

## Rendszerezés
A nembe az alábbi 2 élő faj és 2 fosszilis faj tartozik:
- európai őz (Capreolus capreolus) (Linnaeus, 1758)[1] - típusfaj
- szibériai őz (Capreolus pygargus) (Pallas, 1771)[2] - korábban azonosnak tartották az európai őzzel

- †Capreolus constantini
- †Capreolus suessenbornensis